# Б'єль (Сарагоса)
Б'єль (ісп. Biel) — муніципалітет в Іспанії, у складі автономної спільноти Арагон, у провінції Сарагоса. Населення — 186 осіб (2010).
Муніципалітет розташований на відстані близько 320 км на північний схід від Мадрида, 80 км на північ від Сарагоси.
На території муніципалітету розташовані такі населені пункти: (дані про населення за 2010 рік)
- Б'єль: 149 осіб
- Фуенкальдерас: 37 осіб

## Демографія
Динаміка населення (INE ):